# Magdalena Kateřina Falcko-Zweibrückenská
Magdalena Kateřina Falcko-Zweibrückenská (26. dubna 1607, Zweibrücken – 20. ledna 1648, Štrasburk) byla falcko-zweibrückenskou hraběnkou a sňatkem vévodkyní a hraběnkou falcko-birkenfeldskou.

## Život
Magdalena Kateřina se narodila jako jediné dítě vévody a falckraběte Jana II. Falcko-Zweibrückenského a jeho první manželky Kateřiny z Rohanu, dcery Reného II. z Rohanu. Z druhého manželství měl otec dalších sedm potomků.
Magdalena Kateřina se 14. listopadu 1630 ve Zweibrückenu provdala za falckraběte Kristiána I. Birkenfeldsko-Bischweilerského. Jako věno přinesla manželovi oblast Bischweiler v Alsasku. Pár žil zpočátku v křídle zámku Birkenfeld. Později nechal Kristián postavit vlastní zámek který používal jako rodinné sídlo. Bischweiler byl kompletně zničen v roce 1635 během třicetileté války.
Magdalena Kateřina zemřela v exilu ve Štrasburku 20. ledna 1648 a byla pohřbena v kostele reformované církve v Bischweileru.

## Potomci
Magdalena Kateřina měla s Kristiánem několik dětí:
- syn (*/† 1631)
- Gustav Adolf Falcko-Birkenfeldsko-Bischweilerský (*/† 1632)
- Jan Kristián Falcko-Birkenfeldsko-Bischweilerský (*/† 1633)
- Dorotea Kateřina Falcko-Birkenfeldsko-Bischweilerská (3. července 1634 – 7. prosince 1715), ⚭ 1649 Jan Ludvík Nasavsko-Ottweilerský (23. května 1634 – 7. prosince 1715)
- Luisa Žofie Falcko-Birkenfeldsko-Bischweilerská (16. srpna 1635 – 25. září 1691)
- Kristián II. Falcko-Zweibrückensko-Birkenfeldský (22. června 1637 – 26. dubna 1717), ⚭ 1667 hraběnka Kateřina Agáta z Rappoltsteinu (15. června 1648 – 16. července 1683)
- Jan Karel Falcko-Gelnhausenský (17. října 1638 – 21. února 1704)
- Anna Magdalena Falcko-Birkenfeldsko-Bischweilerská (14. února 1640 – 12. prosince 1693), ⚭ 1659 hrabě Jan Reinhard II. Hanau-Lichtenberský (2. února 1628 – 25. dubna 1666)